# Тіратон Бунматан
Тіратон Бунматан (тай. ธีราทร บุญมาทัน, МФА: [tʰīː.rāː.tʰɔ̄ːn būn.māː.tʰān], нар. 6 лютого 1990, Нонтхабурі) — таїландський футболіст, лівий захисник японського клубу «Йокогама Ф. Марінос» і національної збірної Таїланду.

## Клубна кар'єра
Народився 6 лютого 1990 року в місті Нонтхабурі. Вихованець футбольної школи клубу «Ассампшен Юнайтед».
У дорослому футболі дебютував 2008 року виступами за команду «Радж Прача», в якій того року взяв участь у 10 матчах чемпіонату, після чого був запрошений до лав  одного з лідерів таїландської футбольної першості клубу «Бурірам Юнайтед». Протягом наступних шести з половиною сезонів був основним лівим захисником команди, яка за цей період чотири рази ставала чемпіоном Таїланду.
Влітку 2016 року за суму, еквівалентну 800 тисячам євро перейшов до «Муангтонг Юнайтед», у складі якого за результатами першого ж сезону уп'яте у своїй кар'єрі здобув перемогу у національній першості.
2018 року відіграв у Японії, де на правах оренди захищав кольори «Віссела» (Кобе), а протягом наступного року грав на аналогічних умовах за  «Йокогама Ф. Марінос», де в статусі основного лівого оборонця допоміг команді того сезону здобуту перемогу у Джей-лізі. У січні 2020 року йогогамська команда викупила контракт таїландського захисника за еквівалент 1 мільйона євро.

## Виступи за збірні
2008 року дебютував у складі юнацької збірної Таїланду (U-19), загалом на юнацькому рівні взяв участь у 6 іграх.
Протягом 2009–2013 років залучався до складу молодіжної збірної Таїланду. На молодіжному рівні зіграв у 15 офіційних матчах, забив 1 гол.
2010 року дебютував в офіційних матчах у складі національної збірної Таїланду.
Був основним гравцем збірної на кубку Азії 2019 року в ОАЕ, де таїландці успішно подолали груповий етап і вибули з боротьби лише на етапі 1/8 фіналу.
| Дата       | Місто         | Господарі | Результат | Гості   | Турнір                       | Голи | Примітки |
| ---------- | ------------- | --------- | --------- | ------- | ---------------------------- | ---- | -------- |
| 06-01-2019 | Абу-Дабі      | Таїланд   | 1 – 4     | Індія   | Кубок Азії 2019 - 1-й етап   | -    |          |
| 10-01-2019 | Дубай (місто) | Бахрейн   | 0 – 1     | Таїланд | Кубок Азії 2019 - 1-й етап   | -    |          |
| 14-01-2019 | Аль-Айн       | ОАЕ       | 1 – 1     | Таїланд | Кубок Азії 2019 - 1-й етап   | -    |          |
| 20-01-2019 | Аль-Айн       | Таїланд   | 1 – 2     | КНР     | Кубок Азії 2019 - 1/8 фіналу | -    |          |
| Усього     |               | Матчів    | 4         |         | Голів                        | 0    |          |

## Титули і досягнення
- Чемпіон Таїланду (9):

«Бурірам Юнайтед»: 2011, 2013, 2014, 2015, 2021-22, 2022-23, 2023-24, 2024-25
«Муанг Тонг Юнайтед»: 2016
- Володар Кубка Таїланду (7):

«Бурірам Юнайтед»:  2011, 2012, 2013, 2015, 2021-22, 2022-23, 2024-25
- Володар Кубка тайської ліги (9):

«Бурірам Юнайтед»: 2011, 2012, 2013, 2015, 2021-22, 2022-23, 2024-25
«Муанг Тонг Юнайтед»: 2016, 2017
- Володар Тойота Прем'єр Кубка (3):

«Бурірам Юнайтед»: 2012, 2014, 2016
- Володар Кор Роял Кубка (4):

«Бурірам Юнайтед»: 2013, 2014, 2015, 2016
- Переможець Клубного чемпіонату Меконгу (2):

«Бурірам Юнайтед»: 2015
«Муанг Тонг Юнайтед»: 2017
- Володар Кубка Чемпіонів Таїланду (1):

«Муанг Тонг Юнайтед»: 2017
- Чемпіон Японії (6):

«Йокогама Ф. Марінос»: 2019
- Переможець Клубного чемпіонату АСЕАН (1):

«Бурірам Юнайтед»: 2024-25
Збірні
- Переможець Чемпіонату АСЕАН: 2016, 2020, 2022
- Переможець Ігор Південно-Східної Азії: 2013
- Володар Кубка Короля Таїланду: 2016, 2017